# Esplora file
Esplora file (in inglese File explorer) è la shell e l'applicazione di gestione file adottata dal sistema operativo Windows di Microsoft a partire da Windows 95. Esso fornisce un'interfaccia utente grafica per l'accesso/navigazione ai file system montati sul proprio dispositivo. Il nome del suo processo è explorer.exe.
Presenta molti elementi dell'interfaccia utente sullo schermo come la barra delle applicazioni e il desktop. Il controllo del computer è possibile senza Windows Explorer in esecuzione (ad esempio, il comando File | Esegui in Gestione attività su versioni di Windows derivate da NT funzionerà senza di esso, così come i comandi digitati in una finestra del prompt dei comandi).
In italiano il termine fu inizialmente tradotto in Gestione risorse; a partire da Windows 98 fu cambiato in Esplora risorse per poi arrivare con il nome Esplora file da Windows 8 in poi.

## Descrizione
Explorer ha costituito un'innovazione di Windows 95, rispetto alle versioni precedenti del sistema operativo che disponevano di una shell molto rudimentale.
Di fatto le funzioni di shell erano compiute da tre distinti eseguibili:
- il Program Manager
- il File Manager
- il Pannello di controllo

Inoltre non era disponibile una "scrivania" (fu mantenuto l'originale nome inglese desktop nelle versioni italiane) in senso moderno.
Explorer è caratterizzato da quattro elementi fondamentali per l'interazione fra l'utente e PC: il Desktop, le finestre del file system, la Barra delle applicazioni con il pulsante Start.

### Il desktop
Fino alla versione 3.1, il desktop di Windows non era altro che l'area di schermo non occupata da altre finestre, e poteva contenere solo le icone dei programmi minimizzati (ridotti ad icona). Non era quindi possibile utilizzare il desktop per salvare file o per depositare le icone dei programmi installati nel computer. Altri sistemi operativi, tra cui quello del Macintosh e OS/2, disponevano già da tempo di queste caratteristiche.
Con l'avvento di Windows 95, il desktop ha acquisito la possibilità di contenere file e collegamenti, ed inoltre funge da nodo di partenza (root) della gerarchia di oggetti (albero o tree) del sistema operativo: contiene infatti gli oggetti Risorse del computer (che contiene il file system), Risorse di rete ed il Cestino.

### Finestre del file system
Per ogni partizione o cartella del file system è possibile aprire una finestra, che conterrà a sua volta le icone dei file e delle cartelle sottostanti. È anche possibile utilizzare una vista ad albero del file system, in maniera analoga al programma File manager. Con la stessa interfaccia è possibile visualizzare alcune cartelle speciali, come ad esempio il Pannello di controllo ed il Cestino. Lo stesso Desktop è visualizzabile come finestra.

### Barra delle applicazioni
La barra delle applicazioni (in inglese taskbar) è un'area dello schermo, di default posta in basso, che contiene un elenco di pulsanti che rappresentano i vari programmi attivi. È così possibile avere un colpo d'occhio di tutti i programmi aperti ed è possibile passare da uno all'altro con un semplice click del mouse. La Barra delle applicazioni è una delle caratteristiche distintive di Windows, ed è apparsa anche in molte altre shell (ad esempio, in GNOME e in KDE, i Desktop Environment più utilizzati in Linux, e inoltre in macOS).
La Barra delle applicazioni dispone di un'area speciale, posta a destra, chiamata area di notifica, che contiene l'orologio e che può contenere le icone di alcuni programmi speciali, tra cui il controllo del volume, delle connessioni di rete e dello stato della batteria.
Curiosamente già Windows 1.0, nel 1985, disponeva di una finestra, posta in fondo allo schermo, destinata a contenere le icone delle finestre minimizzate. Siccome le altre finestre non potevano sovrapporsi, l'utente poteva vedere tutti i programmi attivi nel sistema, esattamente come con la Barra delle applicazioni.

### Il menu Start
Il Pulsante Start è un pulsante posto a sinistra nella Barra delle applicazioni, che permette di aprire un menu (detto menu di avvio o Start menu) che contiene l'elenco dei programmi installati e l'accesso ad alcune funzioni come la ricerca dei file, le opzioni di configurazione, i file usati di recente e il comando per spegnere il computer. In Windows 95 il Pulsante di avvio fu tradotto nelle varie lingue (Start in inglese, Avvio in italiano, Démarre in francese ecc.); a partire da Windows 98 (o da Windows 95 con l'integrazione di Internet Explorer 4) è semplicemente Start in qualsiasi lingua. In Windows Vista e 7 la didascalia scompare e il tasto Start appare rotondo con il solo logo di Windows. In Windows 8 il pulsante fisico non appare, ma muovendo il puntatore verso l'angolo in basso a sinistra, appare una finestrella che rimanda al menu dei programmi. Il pulsante Start torna in Windows 8.1 e assume una doppia funzione a seconda del tasto del mouse con cui viene cliccato: cliccandolo col sinistro si viene indirizzati alla Schermata Start, mentre col destro si apre un menu a tendina che dà accesso diretto a cose come il prompt dei comandi ed altre opzioni.
Microsoft ha nuovamente modificato il menu con Windows 10. In pratica, il menu Start ha una logica Windows 7, seppur radicalmente rinnovato, con le tiles di Windows 8, personalizzabili nelle dimensioni, e con alcune app, nell'animazione.
Su Windows 11 il pulsante Start col menù, e i pulsanti delle applicazioni, sono posti di default al centro della barra. Tuttavia nelle Impostazioni è possibile ripristinare la disposizione classica, a sinistra. 
Il menù start viene rinnovato con i bordi stondati e uno sfondo trasparente sfocato, e nella disposizione dei comandi e pulsanti. I titles sono stati sostituiti da semplici pulsanti stondati delle applicazioni e cartelle, aggiunti dall'utente, che vengono nascosti se si apre la scheda "Tutte le app". Un'altra area del menu start è dedicata alla visualizzazione degli "Articoli recenti", ovvero le applicazioni, file e cartelle recentemente aperte.
I pulsanti dell'account, cartelle importanti (documenti, downloads, esplora file, ect.), e arresto/riavvio/sospensione sistema, sono stati disposti orizzontalmente in fondo al menù.

### Menu "?"
La barra dei menu di Esplora risorse e Pannello di controllo hanno in comune il menu etichettato con un punto di domanda (?). Questo menu (presente praticamente in ogni programma informatico) è quello che fornisce le informazioni nominalistiche sul relativo programma ("Informazioni su ...": nome, produttore, versione, disclaimer), la guida in linea, il supporto, ecc.
Nel caso di Windows il cosiddetto menu help fornisce i seguenti comandi:
- visualizza guida
- verifica autenticità copia di Windows
- informazioni su Windows.

## Storia

### Windows 95

Gestione risorse in Windows 95 senza Aggiornamento desktop di Windows

Le versioni preliminari di Chicago (nome in codice di Windows 95) mostrano una versione di Explorer concettualmente molto diversa da quella definitiva. In particolare, vi sono tre pulsanti al posto del Pulsante di avvio e la Barra delle applicazioni è in realtà solo un elenco di collegamenti.
La versione apparsa in Windows 95 è molto semplice e "pulita", senza fronzoli. Il maggiore punto debole è la scarsa personalizzabilità. La stessa versione di Explorer viene integrata in Windows NT 4.0.

### Windows Desktop Update e Windows 98

Explorer in Windows 98

La prima grande modifica arriva nel 1997 con Internet Explorer 4.0, che aggiorna la versione di Explorer di Windows 95 e di Windows NT 4.0 integrandosi nella shell, ed è presente nativamente in Windows 98. Questa integrazione, oltre ad aver avviato il processo da parte dell'anti-trust americano, sfumò il confine tra il file system del computer ed Internet. Era possibile ad esempio visualizzare un server FTP direttamente con Explorer. Lo stesso eseguibile di Internet Explorer serviva solo ad avviare una finestra di Explorer che "ospitava" un oggetto MSHTML (il motore di rendering HTML di Microsoft).
Le finestre della shell possono essere personalizzate con uno sfondo HTML, e veniva introdotta una barra laterale nelle finestre delle cartelle che visualizzava delle informazioni sul file selezionato. Era poi possibile modificare il contenuto del Menu di avvio con il drag and drop, e sulla Barra delle applicazioni è possibile aggiungere un elenco di collegamenti.
Sul Desktop compare la cartella Documenti, per incoraggiare gli utenti a salvare i propri file in un'unica posizione chiaramente identificabile.

### Windows 2000 e Windows Me
Explorer in Windows 2000 e in Windows Me subisce poche modifiche rispetto a quello di Windows 98. La stabilità è migliorata, è possibile modificare la barra degli strumenti, Accesso remoto e le proprietà delle connessioni di rete sono inserite come cartella della shell. Infine la vista delle cartelle "Stile Web", con il riquadro di esplorazione a sinistra che visualizza i dati per l'oggetto selezionato, è attivata per impostazione predefinita.

### Windows XP e Windows Server 2003

L'explorer si trova nella cartella "WINDOWS" di Windows XP

Windows XP introduce molte migliorie ad Explorer. Oltre ad un aspetto generalmente più piacevole (in linea con la nuova grafica di XP), l'innovazione più evidente è il nuovo Menu di avvio, che raccoglie molti elementi precedentemente posti sul Desktop. Per i molti utenti che non gradiscono questa impostazione, è possibile utilizzare il Menu di avvio classico.
La barra sulla sinistra delle finestre del file system presenta all'utente molte operazioni comuni legate al file o alla cartella corrente. Questa innovazione è più importante di quanto possa sembrare: rende visibile all'utente inesperto le operazioni possibili, senza che l'utente debba andare a cercarle (ad esempio, cliccando con il tasto destro su di un oggetto). Questo approccio è detto “induttivo” (vedi questo articolo in lingua inglese di Paul Thurrott).
Ogni cartella può essere personalizzata in base al contenuto (fotografie, musica, documenti) ed è possibile visualizzare i file di immagine come miniature (thumbnails).

### Windows Vista e 7

Alcuni particolari dell'interfaccia grafica di Windows 7 comuni in tutte versioni.
1. La barra del titolo di Esplora risorse.
2. Il menu superiore di Paint.
3. La barra delle applicazioni (o taskbar).
4. Il menu Start.

In Windows Vista c'è la più grande rivoluzione di Explorer (ora chiamato Windows Explorer) dai tempi di Windows 95. Fino a Windows XP, vi era stata una graduale evoluzione di Explorer, con piccoli ma significativi miglioramenti. In Windows Vista il concetto di interfaccia "induttiva" è amplificato e l'aspetto delle finestre del file system risulta differente dai precedenti sistemi. Caratteristiche salienti di Explorer sono le cartelle virtuali, raccolte di file con attributi simili, indipendenti dalla loro posizione nel file system (già presenti in macOS come cartelle smart). Anche l'impatto visivo è diverso, ad esempio è stato rimosso il menu superiore (quello con le voci File, Modifica ecc.) che può comunque essere mostrato alla pressione del tasto ALT. Un'altra innovazione di Explorer è la barra laterale, una barra posta sulla destra dello schermo che può integrare delle applet.
Windows Explorer si è evoluto ulteriormente con Windows 7. La barra delle applicazioni è la parte che ha visto i maggiori cambiamenti estetici. Il sistema ha integrato la barra di Avvio rapido con i pulsanti delle applicazioni aperte per creare una barra delle applicazioni migliorata, che Microsoft definisce come "Superbar": questa barra delle applicazioni abilita anche le Liste Rapide, che permettono di accedere facilmente alle operazioni comuni o utilizzate più frequentemente. Le icone che rappresentano i programmi possono essere liberamente spostate e riordinate dall'utente all'interno della barra delle applicazioni, oppure è possibile inserire il collegamento alla finestra delle proprietà di una connessione di rete direttamente dalla barra delle applicazioni di Windows 7. Le schermate hanno mostrato una nuova caratteristica definita Panoramica (Peek), che consiste in un effetto grafico che permette di rendere trasparenti le finestre aperte, lasciando intravedere il desktop. Un portavoce Microsoft ha detto che "questa caratteristica sarà utile per gli utenti che vorranno dare un rapido sguardo alle notizie" riferendosi ai gadget dei feed RSS sul desktop.  Al contrario di Windows Vista, i bordi delle finestre non diventano neri quando ingrandite con Aero attivo ma la trasparenza rimane attiva.

### Windows 8 e Windows 10
A partire da Windows 8 viene rinnovata la shell di esplorazione dei file. Il nuovo nome è Esplora file (File explorer nella versione inglese), mentre l'interfaccia grafica utilizza lo stile Ribbon. Sia in Windows 8.1 sia in Windows 10, Risorse del computer è chiamato Questo PC.
Su Windows 10, le aree bordi di ridimensionamento della finestra son stati resi graficamente invisibili, rispetto alle precedenti edizioni di Windows, rendendo quindi visibile solo la barra del titolo e i caption buttons (esci, ingrandisci, riduci ad icona). Questi ultimi sono stati ingranditi per essere più facilmente utilizzabili sui dispositivi touch screen.
Una modalità scura è stata aggiunta a Esplora file in Windows 10, versione 1809 e Windows Server 2019. Microsoft a partire da quella release lavora anche ad una versione beta di Esplora file come app UWP, includendo anche nuove funzionalità.
Windows Search e OneDrive sono stati integrati nella funzione di ricerca di Esplora file in Windows 10, versione 1909.

### Windows 11
Con Windows 11 l'Esplora file è stato reso molto simile a quello di Windows Vista/7, con la barra multifunzioni unica e meno popolata di pulsanti per varie funzioni, rispetto a Windows 10, i quali sono stati sistemati in un menù a tendina. Graficamente la barra multifunzioni e del titolo hanno una leggera trasparenza sfocata, in linea con il Fluent design e i bordi della finestra sono nuovamente stondati.
La novità introdotta con la versione 22H2 è stata la suddivisione in schede: come su Google Chrome, al posto di aprire multiple finestre, è possibile raggruppare in una singola finestra le varie cartelle.
Singolare cambiamento è stata la rimozione dell'anteprima dei file contenuti all'interno di una cartella.

## Critiche
La nascita di Windows Explorer coincise con un sistema operativo, Windows 95, generalmente considerato di bassa qualità per via della sua instabilità e per l'architettura del kernel che fu essenzialmente quella del DOS parzialmente esteso a 32 bit.
L'influenza di Explorer sul resto del panorama informatico è indubbia, seppure in declino a favore di soluzioni più ergonomiche; basti pensare al fatto che alcune distribuzioni di Linux (nel tentativo forse di semplificare la fase di apprendimento ai nuovi utenti) abbiano gradualmente assunto un'interfaccia utente equivalente a quella di Explorer.
Le principali critiche ad Explorer riguardano soprattutto il fatto che, per molte parti, non era una reale innovazione ma si trattava dell'unione di caratteristiche presenti da tempo in altri sistemi operativi.
Spesso il precursore di Explorer è considerata la shell di Acorn Archimedes del 1987, che disponeva di un componente simile alla Barra delle applicazioni. In realtà qualcosa di simile era presente già in Windows 1.0, nel 1985. Però concetti quali il desktop, il cestino e la navigazione del file system per finestre erano presenti da anni, in varie forme, in molti altri sistemi operativi (ad esempio Macintosh ed AmigaOs). Explorer fu comunque il frutto di una lunga ricerca di ergonomia da parte di Microsoft, che studiò con l'ausilio di esperti il modo in cui gli utenti interagivano con il computer. Non si fa quindi torto ai suoi precursori dicendo che Explorer fu la prima shell davvero integrata, consistente e costruita secondo i bisogni dell'utente.
Uno dei problemi di Explorer fu poi a lungo la stabilità: nelle prime versioni, non era infrequente che il processo di Explorer si "piantasse" (nel gergo informatico significa "blocco permanente di un'attività in corso di funzionamento"). Con Windows 2000 e Windows XP la situazione migliorò decisamente. Per molto tempo un problema irrisolto è stato legato all'accesso alle condivisioni di rete: cercando di accedere ad un computer/cartella non più presente in rete, l'interfaccia restava bloccata per un tempo eccessivo senza possibilità di intervento. Idem per il tentativo di eliminazione di connessioni di rete non attive. Ancora oggi Explorer presenta problemi di ricerca dei dispositivi in rete.

## Parametri della linea di comando di explorer.exe
Si riportano di seguito le opzioni della linea di comando che è possibile impartire ad explorer.exe (che è il file eseguibile corrispondente a Windows Explorer). Tali opzioni, da Windows 95 in poi, sono in pratica rimaste invariate.
explorer.exe [/n] [,/e] [,/root,{oggetto}] [[,/select],{sotto-oggetto}]
dove:
- /n apre una nuova finestra di Explorer, anche se ne è già aperta un'altra con lo stesso titolo
- /e apre explorer visualizzando sulla sinistra l'albero delle cartelle. /e,{oggetto} espande l'oggetto selezionato.
- ,/root,{oggetto} specifica la radice dalla quale si vuole che parta l'albero delle cartelle visualizzato con l'opzione /e. Per esempio, per aprire explorer con la cartella c:\documenti\immagini come radice, eseguire:

explorer.exe /e,/root,"c:\documenti\immagini"
- ,/select,{sotto-oggetto} Apre una finestra di explorer sul nodo contenente il {sotto-oggetto} specificato (che può essere un'unità, una cartella o un file) e assegna il focus a quel sotto-oggetto. Per esempio (dove Windows è installato in C:\WINDOWS) per aprire una finestra di explorer selezionando notepad.exe, eseguire:

explorer /select,C:\WINDOWS\notepad.exe
Quando si specifica /select allora è l'oggetto specificato a ricevere il focus, altrimenti ne viene visualizzato il contenuto.
Si noti l'inusuale sintassi delle virgole.